# Cyberpunk 2020
|  | Per a altres significats, vegeu «Cyberpunk». |

El Cyberpunk, més conegut sobretot pel títol de la seva segona edició, Cyberpunk 2020, és un joc de rol creat pel nord-americà Mike Pondsmith i publicat per primera vegada per l'editorial R. Talsorian Games en 1988. Com el seu títol indica, el joc està ambientat en un món de ficció del subgènere de ciència-ficció, conegut com a cyberpunk. 2020 és l'any en el qual la segona edició del joc està ambientada, pel que en veure la llum aquesta edició en 1990, es va passar a assignar com Cyberpunk 2013 a l'edició original de 1988, ambientada aquesta en l'any 2013. Efectivament en els anys 1980 i l'any 2013 semblava encara distant i podia servir com a rerefons d'un futur hipotètic. L'edició actual del joc, la tercera, titulada Cyberpunk v3.0, està basada en els anys 2030.

## Descripció
Cyberpunk 2020 està basada en una de les principals obres del gènere cyberpunk, amb grans influències de William Gibson, Bruce Sterling i d'altres autors, així com de pel·lícules i sèries de televisió (Max Headroom és una gran influencia)
Com tots els jocs de rol de l'època, el joc estava basat en l'acció i la lluita, encara que en l'essència és podia percebre un intent de valorar l'actitud i l'estil del gènere.

## L'univers deCyberpunk 2020
El joc està basat en un any 2020 distòpic. La línia temporal del joc comença a separar-se de l'actual en els anys 80, fins a arribar a un hipotètic 2020 en el qual moltes tecnologies han estat superades en l'actualitat.
Malgrat això, l'ambient és d'una societat en decadència, on l'ésser humà s'ha convertit en un destructor de l'ecosistema, arribant a un límit de tenir en comptes de la capa d'ozó, una densa capa de gasos tòxics que no deixen pas al llum. En cyberpunk 2020 plou la majoria de dies del any i quan no plou, un cel fosc cobreix la ciutat.

## Sistema de joc
El sistema de joc de la segona edició es basa en un dau de deu cares i es coneix com a Interlock. És un sistema ràpid, en el qual es descriuen els personatges per un seguit de característiques que van de 2 a 10 i unes habilitats dependents de cada característica que van de 0 a 10. Per a superar una acció el jugador ha de sumar la característica al costat de l'habilitat relacionada amb l'acció. A aquest total se li afegeixen o resten punts en funció de diferents modificadors que augmentaran o disminuiran la dificultat. Finalment el jugador tirarà 1d10 i sumarà el resultat al total anteriorment calculat i haurà de superar una dificultat establerta per l'àrbitre de joc en funció de les regles i de la situació.
En cas que en el dau tregui un 10, el jugador tornarà a tirar el dau, sumant el nou resultat. No obstant això, en cas de treure un 1 es considera que l'acció ha fallat i no ha estat superada.

### Rols de personatges
En el món de Cyberpunk 2020 els rols o professions que pot triar cada jugador poden ser de diversos tipus. En el manual original descriuen deu rols i són aquests:
- Roquer: artistes rebels que utilitzen la música i la revolució per a combatre el poder i la corrupció megacorporacional.
- Mercenari: veritables màquines assassines, que ho fan per diners. Guardaespatlles sense pudor que compleixen el seu treball a tot cost. Veritables lluitadors del futur.
- Netrunner: pirates informàtics que emergeixen d'un món tecnològic.
- Tècnic: mecànics i experts electrònics renegats del món que prefereixen la seva ciència que la força.
- Tecnometge: doctors del segle XXI que fan de la medicina un negoci cibernètic.
- Periodista: grans traficants d'informació que fan el que sigui per informar, sota qualsevol condició i preu.
- Policia: autoritats uniformades i civils encarregades de donar-li valor a la llei en un món que no desitja respectar-la.
- Executiu: experts negociadors, amants dels diners, multimilionaris amb temps per a dedicar-los a qualsevol corporació.
- Arreglador: amos del crim, traficants i contrabandistes que et poden lliurar qualsevol cosa a canvi d'uns crèdits...
- Nòmada: bandes errants i guerrers urbans que dominen les carreteres.

### El tiroteig del divendres nit (TVN)
Les normes del joc se centren en les escenes d'acció, amb un sistema de regles anomenat «el tiroteig del divendres nit». Existeixen dues tendències en aquest sistema de joc i són les següents:
- Tirada contra dificultat: en aquest cas, el director del joc assigna un valor a cada acció en funció de la seva dificultat de realització. A les accions molt fàcils se'ls assigna un valor igual a 5 i a les molt complexes se'ls assigna un valor igual a 25.
- Tirada contra tirada: en aquest cas, cada tirada d'atac es veu contrarestada per una tirada de defensa que li indicaria com és la dificultat que ha de superar l'atac per a ser efectiu.

En qualsevol altre cas, la tirada del jugador ha de ser superior o igual al valor que indica el director del joc perquè així sigui una acció exitosa.

## Edicions en llengua espanyola
L'edició original en anglès de Cyberpunk 2020 (1990) va ser traduïda i publicada per primera vegada en espanyol el desembre de 1993, per la desapareguda editorial madrilenya M+D Editores. En el curs dels anys 90, M+D Editores va ser ocupada per l'empresa que distribuïa els seus llibres i productes, Distrimagen, i els llibres de la sèrie Cyberpunk 2020 (el llibre bàsic de normes i tots els seus suplements) van passar a ser publicats per l'editorial titular de Distrimagen: La Factoria d'Idees. No obstant això, el joc en versió espanyola avui en dia està descatalogat i l'edició que s'hi ha imprès recentment als Estats Units, Cyberpunk v3.0, encara no està traduïda a l'espanyol.

## Productes derivats

### El joc de cartes col·leccionables
En 2004 l'empresa Social Games va llençar al mercat una conversió de Cyberpunk 2020 en joc de cartes col·leccionables, anomenada Cyberpunk: The Collectible Card Game. En Espanya l'empresa traductora i distribuïdora és Distrimagen, que ho ha traduït mantenint les sigles originals en anglès: Cyberpunk 2020 CCG («CCG» correspon a Collectible Card Game)

### El joc per a telèfons mòbils
L'empresa Mayhem Studio ha creat una adaptació de Cyberpunk 2020 per a telèfon mòbil, que adapta el món post apocalíptic de R. Talsorian Games en un joc d'acció. El aspecte gràfic té grans influències de Flash Back, un joc clàssic d'acció i plataformes, arribant a incloure fins i tot escenes cinemàtiques.